# احريق (المنزلة)
احريق هي إحدى مشيخات المملكة المغربية، تتبع جغرافيا لعمالة طنجة أصيلة وإداريًا لالمنزلة. يقدر عدد سكانها بـ 1394 نسمة حسب الإحصاء الرسمي للسكان والسكنى لسنة 2004.